# Ferdinand Penker
Ferdinand Penker (* 1950 in Klagenfurt; † 2014 in Farrach) war ein österreichischer Maler.

## Leben und Werk
Ferdinand Penker studierte zunächst Medizin und Kunstgeschichte in Graz. Von 1977 bis 1987 lehrte er als Professor an der University of California in Davis. Mit seinen Arbeiten stellte er sich immer wieder Fragestellungen der zeitgenössischen Kunst, vor allem den Fragen nach Struktur und Ordnung, Form und Raum wie auch Linie und Farbe. Seine Arbeitsweise war durch Werkblöcke gekennzeichnet, innerhalb derer er einzelne, fortschreitende Serien schuf, die sich nur geringfügig unterschieden. In den 1990er Jahren erweitert er diese Arbeitsweise der tendenziell minimalistische, monochrome und radikal entschleunigten Malerei in den Raum. Seine Arbeiten werden allgemein dem Einfluss konstruktiver und konkreter Ideen sowie der amerikanischen Farbfeldmalerei und der Minimal Art zugeordnet. Sowohl die Leinwände wie auch die Papierarbeiten Ferdinand Penkers thematisieren die Malerei selbst, den Entstehungsprozess und die unterschiedlichen Wahrnehmungsmöglichkeiten.

## Ausstellungen (Auswahl)
- 1981: Wiener Secession (A)
- 1984: "A Room With A View", KALA Institute, Berkeley, Kalifornien (USA)
- 2000: 97-99 Sclater Street, London (GB)
- 2003: "A Murder of Crows", Buchprojekt, Landesmuseum Joanneum, Graz (A)
- 2006: "Obraselecta", NOSPACE, Casa Amarilla, San Jose, Costa Rica
- 2008: "45 Views of a Square", Machiya Bunka Center, Tokyo (JP); Künstlerloge, Ratingen (D)
- 2010: Museum Moderner Kunst Kärnten, Klagenfurt (A)
- 2010: "Yamanote", Sclater Street Platform, London (GB)
- 2015: Galerie nächst St. Stephan, Wien (A)
- 2015: "Ferdinand Penker Gedächtnis–Ausstellung", Museum der Wahrnehmung MUWA, Graz (A)
- 2018: Daniel Marzona, Berlin (D)

## Monografien
- Christine Wetzlinger-Grundnig (Hrsg.): Ferdinand Penker. Monographie erschien anlässlich der Ausstellung im Museum Moderner Kunst Kärnten, 2010, ISBN 978-3-85415-464-8